# Rob Ligtvoet (architect)
Rob Ligtvoet (Rotterdam, 22 oktober 1947 - Oosterhout 3 mei 2023) was een Nederlandse architect, voor lange tijd werkzaam geweest bij architectenbureau Kraaijvanger Urbis.

## Levensloop
Rob Ligtvoet werd geboren op 22 oktober 1947 in Rotterdam. Hij doorliep de HBS-B daar en legde zijn eindexamen af in 1965. Aanvankelijk studeerde hij vanaf 1965 Chemische Technologie aan de toenmalige Technische Hogeschool Delft, maar stopte met deze studie in 1968. Na zijn dienstplicht te hebben voltooid begon Ligtvoet aan de studie Bouwkunde in 1969. In mei 1975 studeerde hij af bij Lex Haak, Nic Tummers en Peter Pennink.
Een maand na zijn afstuderen trad hij in dienst bij Kraaijvanger Architekten, waar hij begon met het ontwerp van veelal kantoorgebouwen, zoals expeditiecentra in Roosendaal en Den Haag. Vanaf 1982 maakte Ligtvoet deel uit van de directie van Kraaijvanger, totdat hij de banden met het bureau brak in 2011.

## Gebouwen (selectie)
- Hoofdkantoor Esso Benelux, Breda (1987)
- Haagse Poort, Den Haag (1994)
- Wilhelminahof, Rotterdam (1997)
- Brabantse Poort, Nijmegen (2007)
- Rabobank Bestuurscentrum, Utrecht (2011)

## Galerij

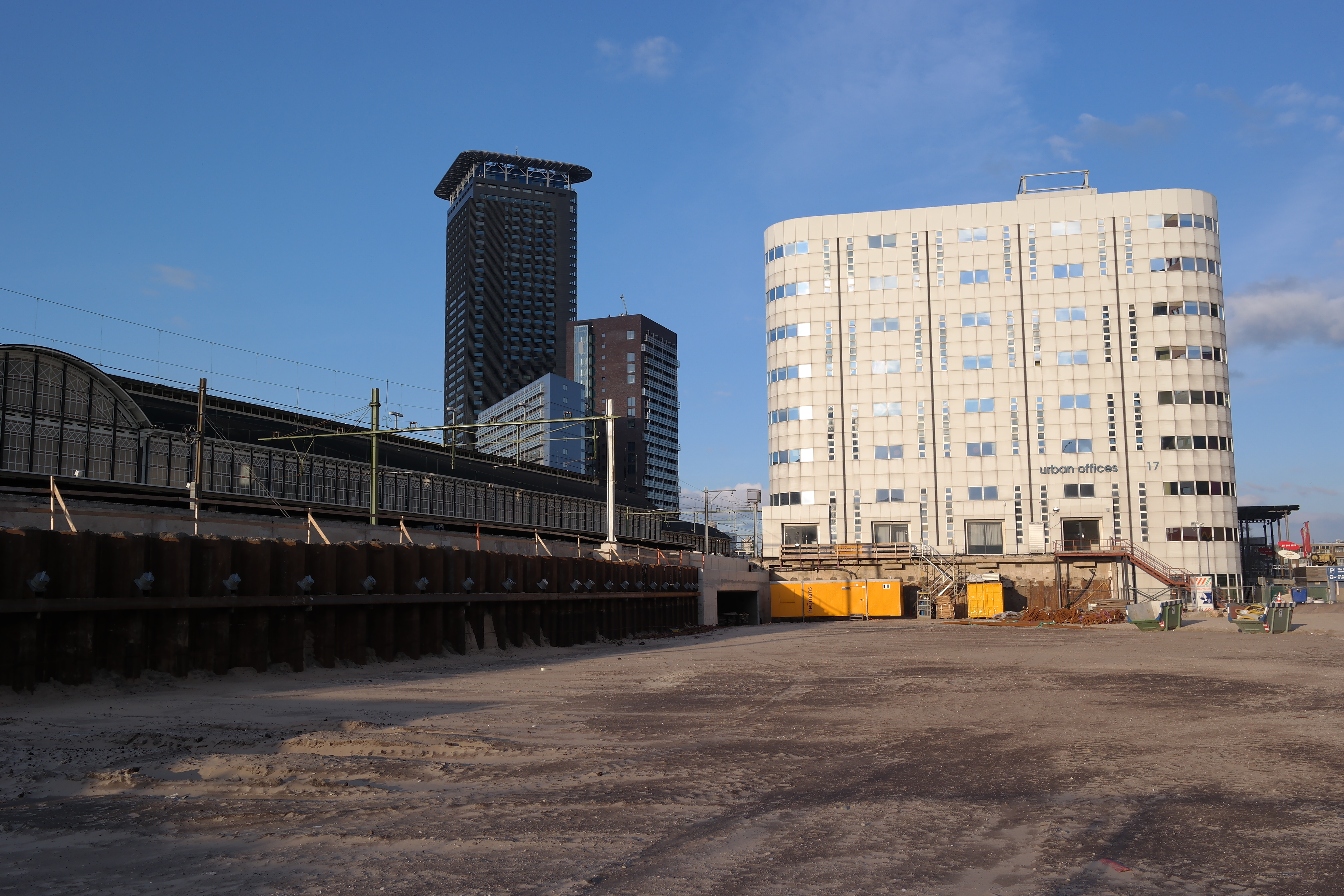
'The Globe' in Den Haag bij station Hollands Spoor
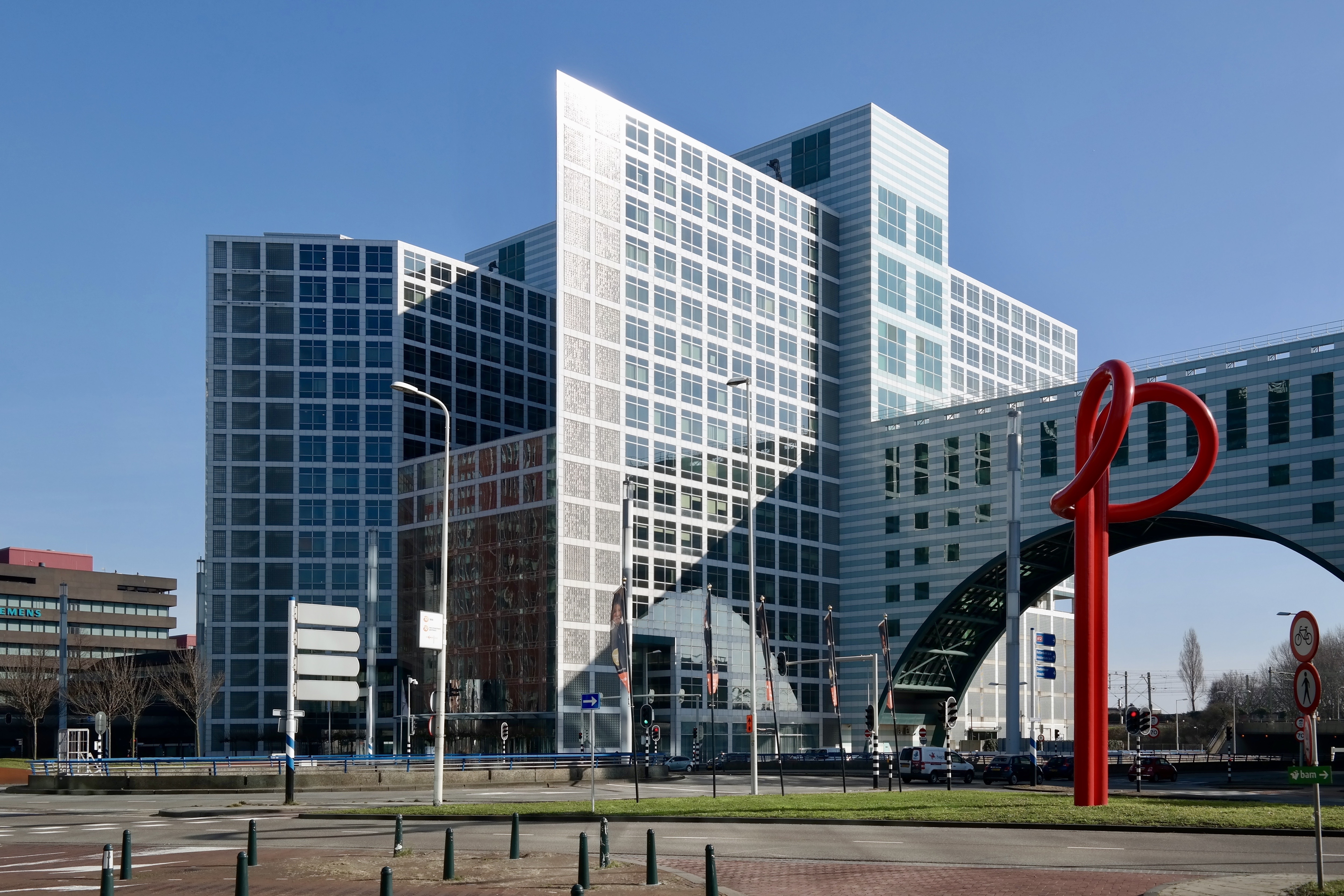
De Haagse Poort in Den Haag
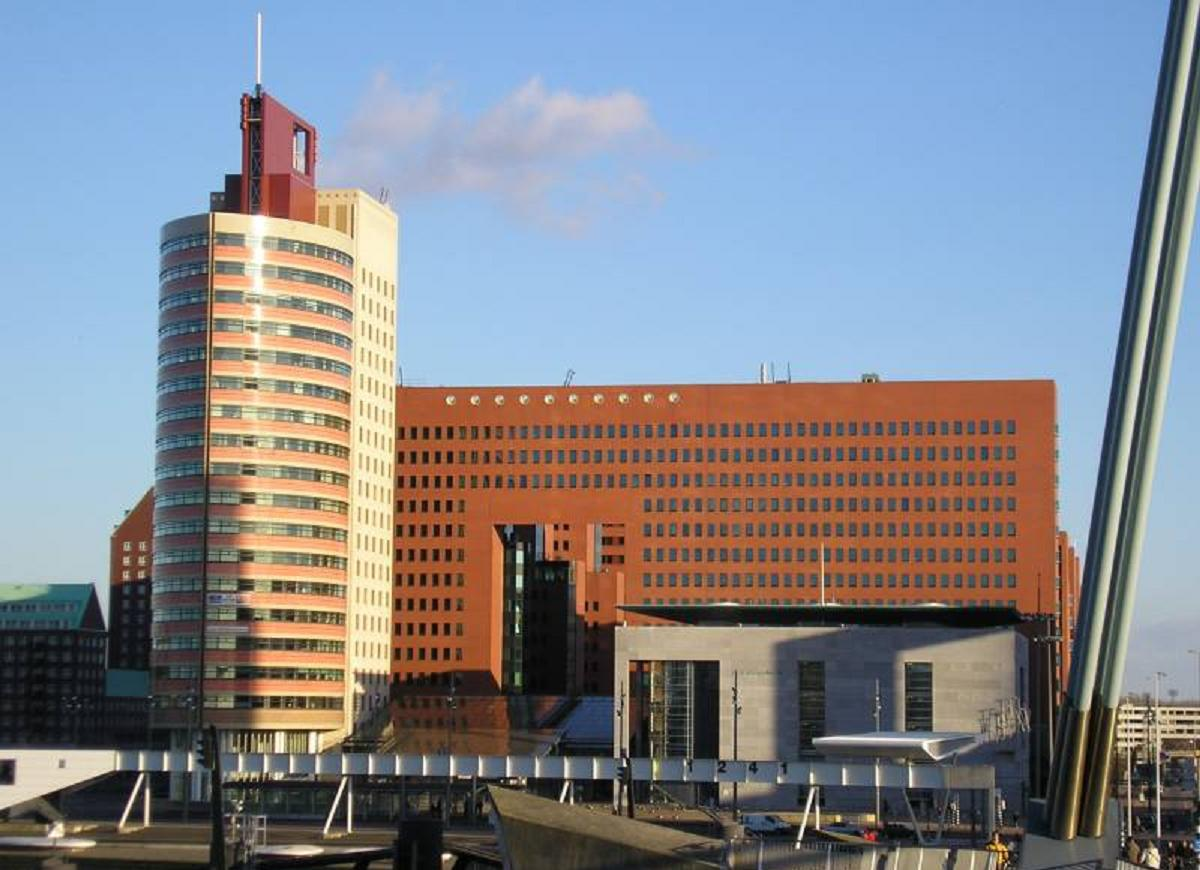
Wilhelminahof in Rotterdam, in samenwerking met Cees Dam
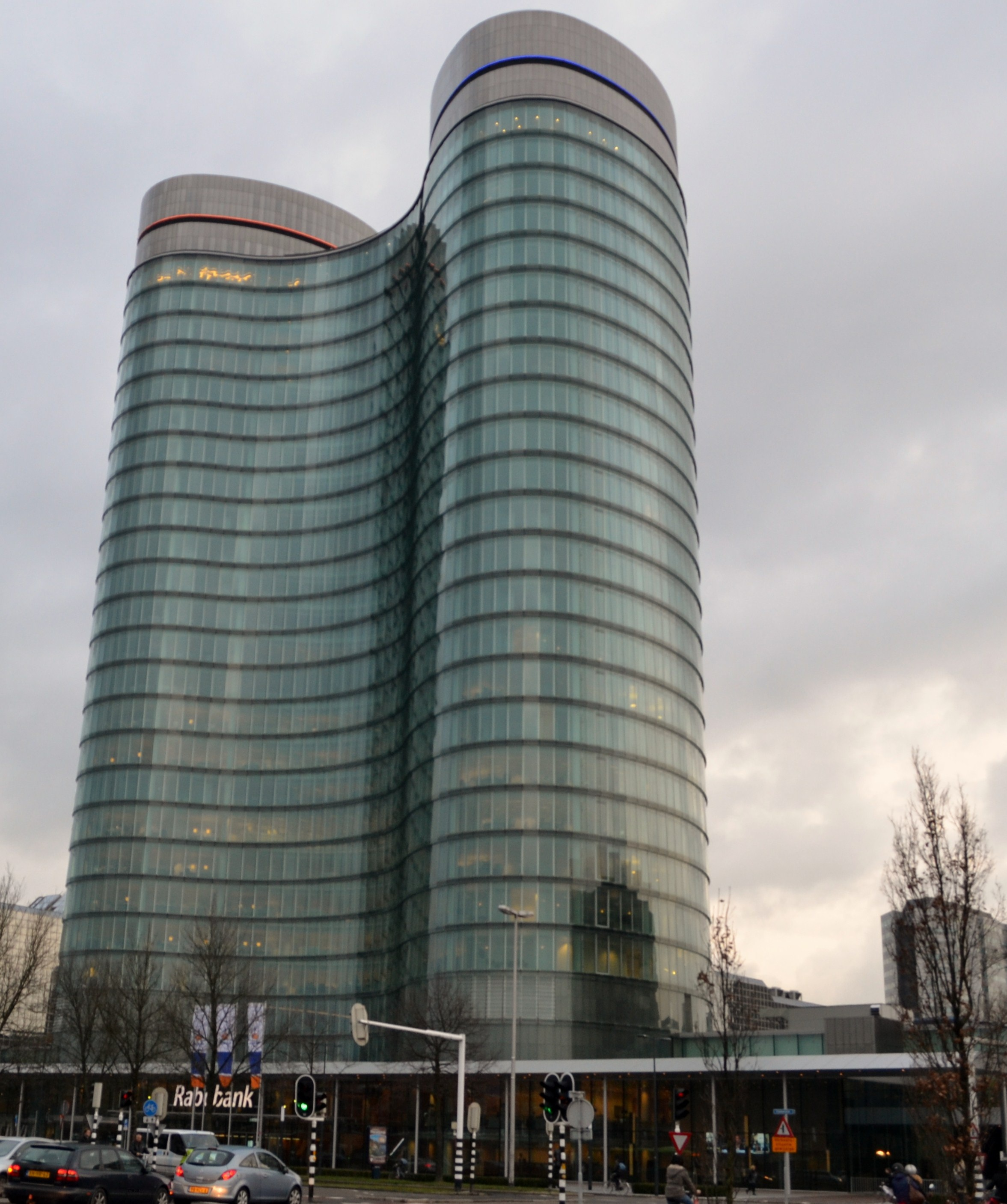
Rabobank Bestuurscentrum in Utrecht